# Campo Belo
Campo Belo är en stad och kommun i östra Brasilien och ligger i delstaten Minas Gerais. Folkmängden uppgår till cirka 50 000 invånare.

## Administrativ indelning
Kommunen var indelad i två distrikt 2010:
- Campo Belo
- Porto dos Mendes